# Budihal, Basavana Bagevadi
Budihal là một làng thuộc tehsil Basavana Bagevadi, huyện Bijapur, bang Karnataka, Ấn Độ.